# Ernesto Christiansen
Haraldo Ernesto Christiansen (Buenos Aires, 13 de mayo de 1931 - Mar del Plata octubre de 2016) científico y escritor, doctor en Biología por la UNLP (1980), se especializó en Histología. Fue Jefe del Laboratorio de Histología de Facultad de Ciencias Exactas y Naturales de la Universidad de Buenos Aires entre 1966 y 1978 y Jefe del Laboratorio de Histología. Instituto Nacional de Investigación y Desarrollo Pesquero (INIDEP) desde 1978 a 1993.

## Trayectoria Científica
La línea de trabajo principal del Dr. Christiansen en el antiguo Instituto de Biología Marina de Mar del Plata, y posteriormente en el actual INIDEP, fue la histología. Su visión respecto al estudio de los tejidos siempre se proyectó más allá de los análisis morfológicos descriptivos tradicionales, abarcando una concepción integradora con el ambiente. Es por ello que sus trabajos estuvieron orientados principalmente hacía los estudios de ecología poblacional, y en particular se focalizaron en el análisis de la reproducción de organismos marinos, dado la importancia de este proceso para la renovación de las especies.
Durante su carrera a cargo del laboratorio de Histología del INIDEP, el Dr. Christiansen realizó estudios sobre el ciclo de madurez gonadal, mecanismo de puesta y potencial reproductivo de numerosas especies marinas, tanto vertebrados como invertebrados. Uno de los mayores logros en el plano profesional, es haber sido el primero en aplicar técnicas estereométricas para estudios cuantitativos en células reproductivas de organismos marinos. Estas investigaciones permitieron implementar una nueva metodología para la estimación de la fecundidad en peces e invertebrados. El primer trabajo donde se aplica la técnica estereométrica fue publicado por Christiansen en 1972 (ver citas bibliográficas), quien posteriormente desarrolla una variante del método a partir de la congelación de tejidos, a los efectos de facilitar el cálculo de los coeficientes en las ecuaciones de estereometría. Actualmente, la técnica estereométrica se sigue aplicando para la estimación de fecundidad en peces, principalmente en países de Europa, como el Reino Unido, Noruega y Grecia.
Durante su última etapa de trabajo en el INIDEP, las investigaciones del Dr. Christiansen estuvieron focalizadas en el desarrollo de técnicas para la realización de cortes seriados en larvas de peces. Estos trabajos permitieron, no solo describir la formación de los distintos órganos durante la etapa embrionaria y larval, sino también determinar su funcionalidad. Estos resultados fueron fundamentales al momento de establecer el comportamiento de los peces durante las primeras etapas de vida, su relación con el ambiente y con las características físicas en las zonas de cría.

## Cargos ejercidos
Christiansen fue Técnico de laboratorio de histología en un Hospital Municipal, dependiente del Municipio de Avellaneda entre los años 1956 y 1963.
También fue miembro del personal de apoyo a la Cátedra de Fisiología en la Facultad de Ciencias Exactas y Naturales de la Universidad de Buenos Aires. Desde el 01/11/63 hasta 31/10/65. Fue Jefe del Laboratorio de Histología de la misma facultad, con lugar de trabajo en el Instituto de Biología Marina de Mar del Plata, desde 01/04/66 hasta 28/02/78. También se desempeñó como Jefe del Laboratorio de Histología. Instituto Nacional de Investigación y Desarrollo Pesquero (INIDEP), en Mar del Plata, desde 01/03/78 hasta 31/10/93.

## Intereses artísticos y filosóficos
Las inquietudes del Dr. Christiansen no se limitaron a la actividad científica. Ávido lector, demostró inclinación por los grandes pensadores griegos y latinos, pero también sintió un vivo interés por los argentinos. Fue admirador de autores como Rodolfo Kush y Ernesto Sabato, entre  otros, y mantuvo contactos con varios nativistas. Un esbozo de su línea de pensamiento está expresado en su libro 'Orientación', editado en 2011.